# Роше, Эллен
Эллен Роше (порт.-браз. Ellen Rocche, р. 19 июля 1979) — бразильская модель, актриса и телеведущая, была прообразом Лары Крофт в 2000 году.

## Биография
Эллен Роше родилась в бразильском городе Сан-Паулу. Родители Эллен всегда хотели, чтобы она стала врачом, как впрочем и сама Эллен, поскольку она обожала помогать людям. Однако как у любой девушки её возраста, у Эллен была еще одна мечта — стать знаменитой телеведущей. Позже в колледже она увлеклась биологией и решила поступать на факультет медицины в Casa Saint, однако сдав часть экзаменов и пройдя первый отборочный тур, забрала документы и вернулась домой — желание стать ведущей и моделью оказалось сильнее. Родители Эллен всегда поддерживали дочь и согласились с принятым решением, хотя на первых порах отцу не особо нравилось её новое занятие.
Сейчас Эллен Роше — одна из самых востребованных и популярных моделей Бразилии. Её портреты украшают обложки десятков ведущих журналов. В основном, мисс Роше предпочитает сниматься для мужских журналов в бикини и без него, ведь её необычайно тонкая талия (всего 57 см) стала своеобразной визитной карточкой. Помимо работы в модельном агентстве, мисс Роше успела побывать ведущей нескольких телепередач («If To roll, Rolled», «Fancy», «Which is Music») на бразильском телевидении. Неудивительно, что менеджеры Greenleaf в январе 2001 года пригласили на роль Лары именно её. Будучи Ларой модель выполняла ту же работу, что и её европейские коллеги — раздавала автографы, появлялась на игровых выставках и развлекательных мероприятиях, позировала для журналов и давала интервью. Однако её срок пребывания на посту Лары был несколько короче других девушек — около шести месяцев.
В ноябре 2001 г. Эллен снялась обнажённой в бразильском издании Playboy, став второй моделью Лары, попавшей на страницы этого известного журнала. К счастью, на этот раз обошлось без скандала. Сейчас мисс Роше продолжает работать на телевидении и планирует написать роман.

## Личная жизнь
Поскольку в Бразилии нет представительства Eidos, рекламой и продажей игр в этой стране занимается компания Greenleaf (наподобие Capcom, издающей игры Eidos в Японии). Для рекламы игры Tomb Raider III Gold: The Lost Artifact была приглашена известная бразильская модель Эллен Роше. Как оказалось впоследствии, Эллен была хорошо осведомлена об игре Tomb Raider и являлась большой поклонницей Лары Крофт. Также Эллен является настоящей звездой журнала PlayBoy.

## Фильмография
|           |                                        |                |                     |
| Год       | Название                               | Роль           | Примечания          |
| 2010      | Будьте спокойны                        | Вероника       |                     |
| 2010      | В форме закона (сериал)                | Дениз Уильямс  |                     |
| 2010      | S.O.S. Чрезвычайное положение (сериал) | Андреа         | Второстепенная роль |
| 2010      | Новые времена (сериал)                 | Cibele         |                     |
| 2010      | Далва и Эривелту (сериал)              | Эстела         |                     |
| 2008—2009 | Китайский бизнес (сериал)              | Лаура          |                     |
| 2008      | Каменный рынок (сериал)                | Теодора        |                     |
| 2008      | Совершенная красота (сериал)           | Глейс          |                     |
| 2007—2008 | Создать свою историю (сериал)          | Стефани        |                     |
| 2007—2008 | Дневник соблазнителя (сериал)          | Сабрина        |                     |
| 2004      | Метаморфозы (сериал)                   | Келли Мандеира |                     |
| 2001—2010 | Большая семья (сериал)                 | Биа            |                     |